# Weiyang (Xi’an)

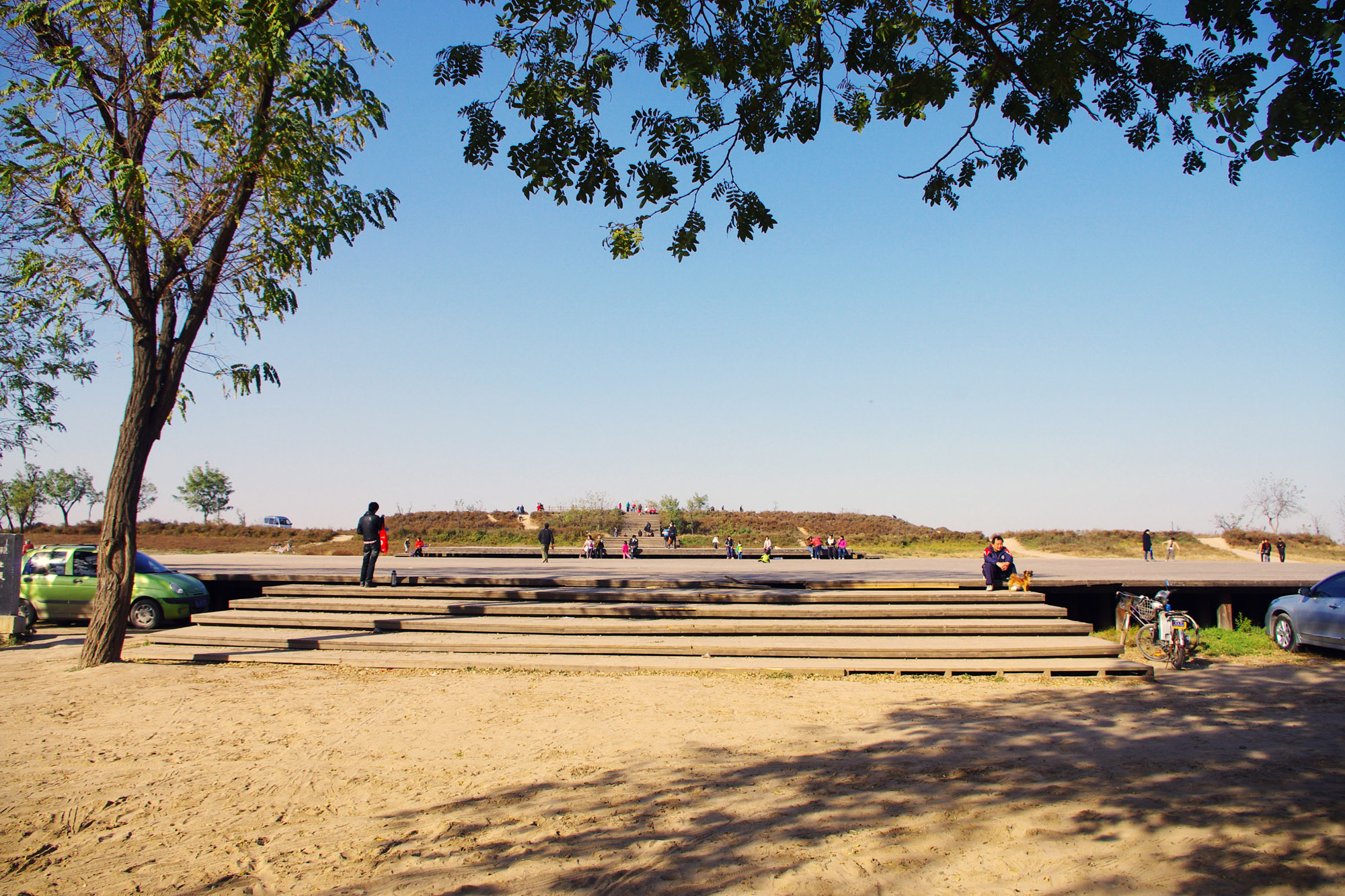
Weiyang-Palast

Der Stadtbezirk Weiyang (未央区,  Wèiyāng Qū) ist ein Stadtbezirk der Unterprovinzstadt Xi’an in der chinesischen Provinz Shaanxi. Er hat eine Fläche von 215,4 Quadratkilometern und zählt 1.555.000 Einwohner (Stand: Zensus 2020).